# Coltellina
La coltellina és una arma blanca, més grossa que un coltell, que era utilitzada en la lluita cos a cos o en la cuina per tallar i desossar la fruita. Tanmateix, també s'emprava un estri al camp amb el mateix nom, que consistia en una ganiveta col·locada a l'arat que servia per a tallar la terra verticalment i fer més fàcil la penetració de la rella.